# Cneo Calpurnio Pisón (cónsul 23 a. C.)
Cneo o Gneo Calpurnio Pisón (en latín, Gnaeus Calpurnius Piso) fue un senador romano del siglo I a. C., cónsul suffectus el año 23 a. C.

## Primeros años
Calpurnio Pisón fue hijo de Cneo Calpurnio Pisón, uno de los participantes en la conjuración de Catilina. Defensor de la élite senatorial tradicional y adversario del Primer Triunvirato, la primera noticia que hay de él fue en algún momento de los años cincuenta, cuando persiguió a Cayo Manilio Crispo, un tribuno de la plebe que estaba al servicio de Pompeyo el Grande. A pesar de que Crispo era evidentemente culpable, la influencia de Pompeyo hacía cada vez más probablemente la absolución. Calpurnio Pisón, frustrado, acusó a Pompeyo de gran cantidad de cargos serios durante el juicio. Cuando Pompeyo preguntó a Calpurnio Pisón por qué no le enjuiciaba también, Pisón replicó:

Dame una garantía de que no librarás una guerra civil contra la República si eres enjuiciado, e inmediatamente convocaré al jurado para condenarte y enviarte al exilio en vez de a Manilio.
Valerio Máximo, Hechos y dichos memorables

Tras la alianza de Pompeyo con los senadores conservadores y el estallido de la guerra civil contra Julio César, Calpurnio Pisón fue enviado a la Hispania Ulterior en 49 a. C., donde sirvió de procuéstor a las órdenes de los legados de Pompeyo. La derrota de las fuerzas pompeyanas obligaron a Calpurnio Pisón a trasladarse al norte de África. En 46 a. C. sirvió allí a las órdenes de Metelo Escipión al frente de la caballería mora. Con la derrota republicana en la batalla de Tapso, Calpurnio Pisón hizo las paces con Julio César, pero tras el asesinato del dictador en 44 a. C., se alineó con los libertadores, uniéndose a los ejércitos de Casio y Bruto. Calpurnio Pisón sería finalmente perdonado tras la derrota de los libertadores en la batalla de Filipos en 42 a. C. Al regresar a Roma, rechazó participar en la arena política bajo la dominación de Augusto, el heredero de César, y se retiró a la vida privada.

## La crisis de sucesión de 23 a.C.
En 23 a. C., el dominio de Augusto se vio comprometido por algunas dificultades políticas causadas por su deseo de establecer a su sobrino Marcelo como heredero político. La alianza política entre Augusto, Livia, Mecenas y Agripa se vio afectada por sus planes de sucesión y obligaron a Augusto a buscar apoyos en el Senado. La muerte del cónsul electo Aulo Terencio Varrón Murena antes de acceder al cargo ofreció a Augusto la posibilidad de ofrecer el consulado a su anteriormente adversario republicano Calpurnio Pisón.
A pesar de que Augusto esperaba ganar a Calpurnio Pisón para su causa (y en el proceso no solo alejaba la atención de Marcelo sino que también reforzaba la ficción de que la República continuaba existiendo), no está claro porqué Calpurnio Pisón aceptó después de tantos años de rechazar la legitimidad del Principado. Las explicaciones van desde el deber público hasta el resurgimiento de sus ambiciones políticas pasando por el deseo de resucitar la dignitas de su familia tras un periodo de oscuridad con la esperanza de favorecer las opciones de sus hijos de llegar al consulado.
Sin embargo, durante el año, Augusto cayó seriamente enfermo. Dejó el consulado y, cuando su estado empeoró, empezó a hacer planes para mantener la estabilidad del estado tras su muerte. Por tanto, Augusto entregó a su colega Calpurnio Pisón todos los documentos oficiales, las cuentas de las finanzas públicas y la autoridad sobre las tropas de las provincias, y declaró su intención de que Calpurnio Pisón, como cónsul, tendría la autoridad sobre el funcionamiento del estado mientras durara su consulado. Aun así, Augusto entregó el anillo a Agripa en una indicación clara de que era a éste, y no a Calpurnio Pisón, a quien las legiones debían seguir.
Después de que Augusto se recuperara, Calpurnio Pisón completó el resto de su mandato sin incidentes. No hay más registros de su actividad tras su consulado.

## Familia
Calpurnio Pisón estuvo casado con una hija de un tal Marco Popilio y tuvieron al menos dos hijos: Cneo Calpurnio Pisón, cónsul en 7 a. C., y Pisón el Augur, cónsul en 1 a. C.